# Rocky Kansas
Rocky Kansas (* 21. April 1893 in Buffalo, New York, USA als Rocco Tozzo; † 10. Januar 1954) war ein US-amerikanischer Boxer italienischer Herkunft im Leichtgewicht. Am 12. Dezember 1925 nahm er Jimmy Goodrich durch einen einstimmigen Punktsieg den Weltmeistertitel des ehemaligen Verbandes NYSAC ab.
Im Jahre 2010 fand er Aufnahme in die International Boxing Hall of Fame.